# Transparency International
Transparency International (Трансперенси Интернешнл) — неправительственная международная организация по борьбе с коррупцией и исследованию уровня коррупции по всему миру. Международное движение Transparency International было основано в 1993 году бывшим директором Всемирного банка по восточной Африке Петером Айгеном в Берлине. На настоящий момент у организации существуют отделения более чем в 100 странах мира.
Организация публикует различные исследования коррупции, в том числе, Барометр мировой коррупции и Индекс восприятия коррупции. Трансперенси Интернешнл имеет зарегистрированный в Германии юридический статус неправительственной ассоциации. Офис в Берлине — главный штаб организации. Число его членов выросло с нескольких человек до более чем 100 национальных отделений, занимающихся борьбой с коррупцией в своих странах. Трансперенси Интернешнл подтвердила факт отсутствия аккредитации национального отделения Соединённых Штатов Америки в 2017 году.
Согласно отчёту Global Go To Think Tank за 2016 год, Трансперенси Интернешнл была на 9 месте из 100 в категории «Лучшие мозговые центры в мире (не в США)» и на 27 месте из 150 в категории «Лучшие мозговые центры в мире (в США и за пределами США)».
Председателем правления организации в декабре 2014 года избран Хосе Угас, бывший перуанский национальный спецпрокурор по делу о коррупции бывшего Президента Перу Альберто Фухимори и Владимиро Монтесиноса, бывшего главы национальной разведки Перу. Хосе Угас привлёк к ответственности нескольких чиновников высшего уровня в связи с обвинениями в коррупции. Более того, он сыграл основную роль в этом деле.

## Индекс восприятия коррупции

Индекс восприятия коррупции. Карта за 2018 год

Индекс восприятия коррупции (Corruption Perception Index) — ежегодный составной индекс, измеряющий уровень восприятия коррупции в государственном секторе различных стран. Transparency International ежегодно составляет Индекс восприятия коррупции, отражающий уровень восприятия коррупции в государственном секторе различных стран предпринимателями и аналитиками по шкале в сто баллов.
Индекс составляется на основе данных опросов, проведённых среди экспертов и в деловых кругах. Опросы проводят независимые экспертные организации, которые занимаются анализом госуправления или бизнес-климата. Эксперты Transparency International оценивают методологию каждого источника информации, чтобы убедиться, что она соответствует стандартам качества.

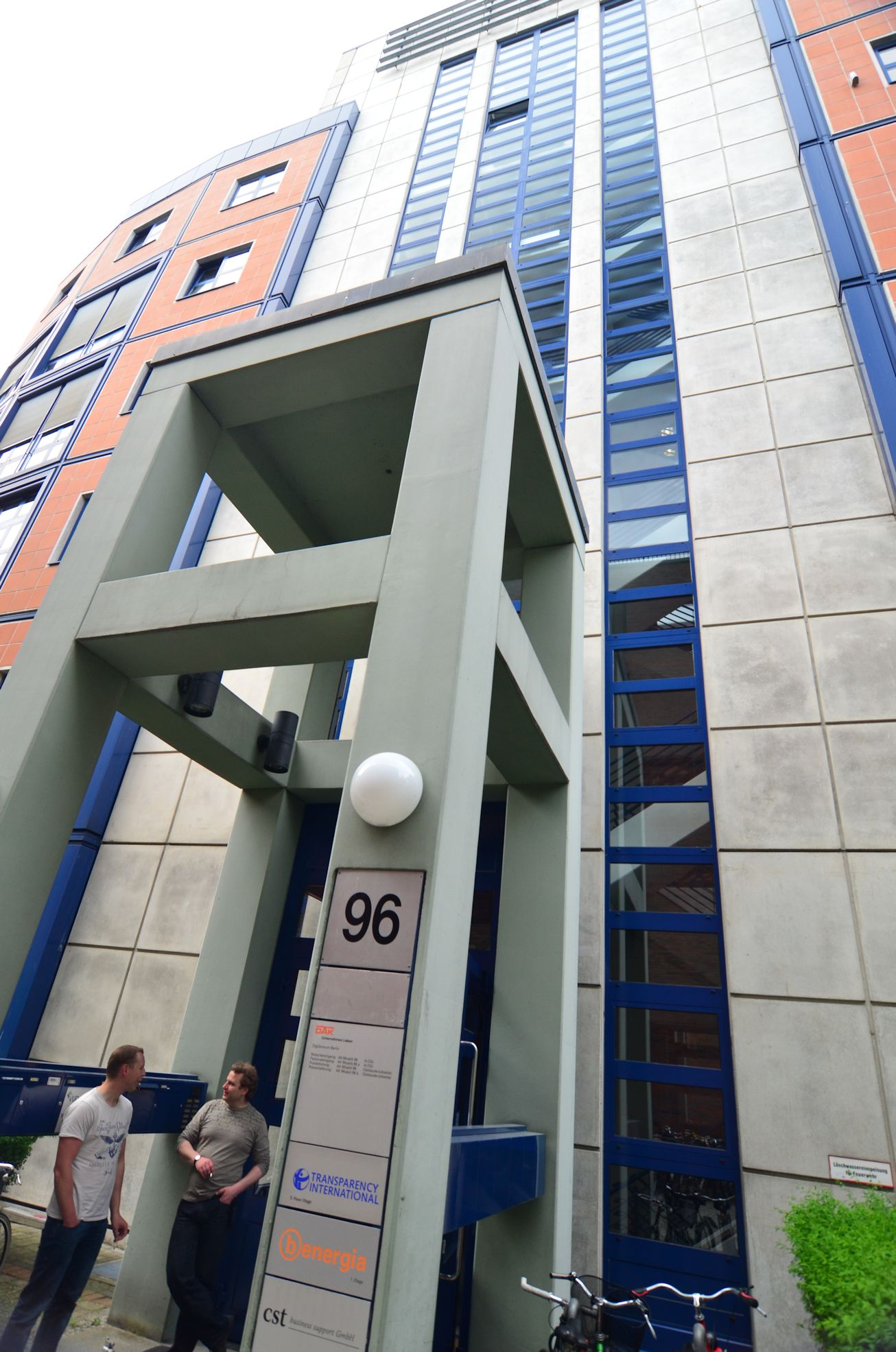
Офис Секретариата Transparency International в Берлине, Германия

## В России
Центр «Трансперенси Интернешнл — Россия» (ТИ—Р) начал свою деятельность в 1999 году. Его основателем и первым директором выступила Елена Панфилова. Организация занималась борьбой с коррупцией, включая проведение расследований, анализ доходов и имущества госслужащих, мониторинг госзакупок и оценку корпоративных антикоррупционных программ. Среди ключевых проектов центра был запуск в 2011 году базы данных «Декларатор», ставшей крупнейшим архивом деклараций российских должностных лиц.
До 2014 года организация активно участвовала в работе государственных и общественных структур, но усиление давления на гражданское общество ограничило её возможности. В 2015 году «ТИ — Р» был включён в реестр иностранных агентов, в октябре 2022 года тот же статус получил её глава Илья Шуманов. В 2023 году Генпрокуратура России признала международное движение Transparency International «нежелательной организацией». Это вынудило активистов закрыть юридическое лицо в России. С осени 2023 года деятельность продолжена за границей под названием «Трансперенси Интернешнл — Россия в изгнании».
В новой форме организация сосредоточилась на расследованиях трансграничной коррупции, связанной с вторжением России на Украину. Среди недавних проектов — исследования о незаконной национализации частных компаний, схемах отмывания денег, связях между милитаризацией России и коррупцией.

## В Казахстане

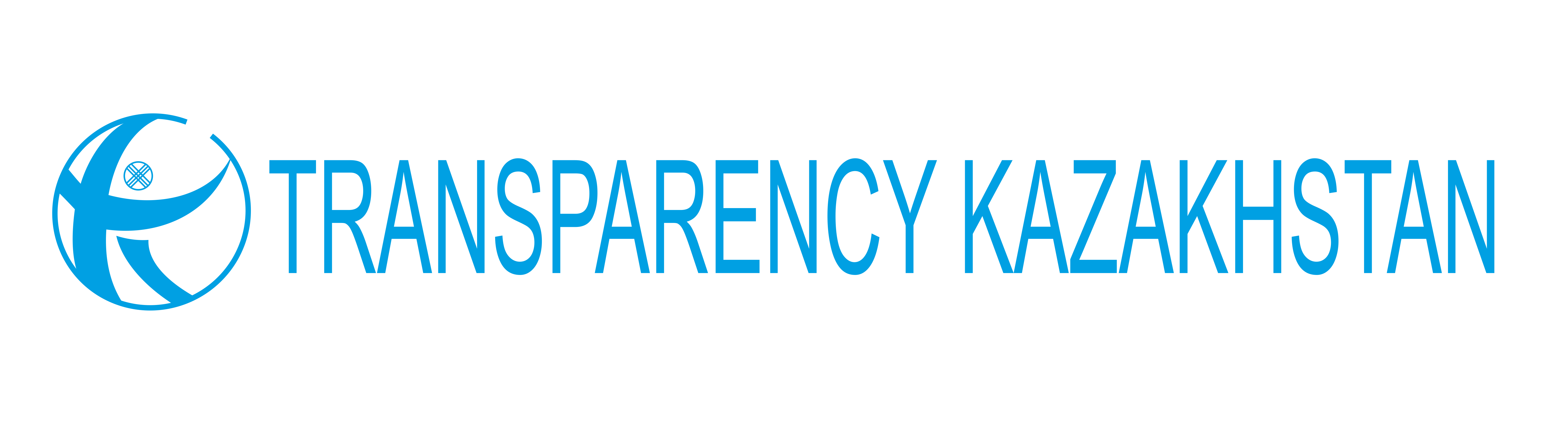
Логотип Транспаренси Казахстан

### История и структура
Национальное отделение Transparency International в Казахстане было создано 16 сентября 1999 года и зарегистрировано в качестве общественного фонда «Транспаренси Казахстан». Первым исполнительным директором был назначен Сергей Злотников.
Транспаренси Казахстан согласно Уставу имеет учредителей, которые образуют Общее собрание учредителей — высший орган управления. Общее собрание учредителей избирает Попечительский совет, который является постоянно действующим коллегиальным органом управления и контроля, состоящий из не более чем 5 человек. Одной из главных задач Попечительского совета является назначение исполнительного органа фонда — исполнительного директора и контроль за его деятельностью.

### Направления деятельности
Для противодействия коррупции Транспаренси Казахстан осуществляет:
- изучение практики и теории борьбы с коррупцией и участия в ней структур гражданского общества в Казахстане и других странах;
- исследовательскую работу;
- распространение правовых знаний, проведение лекций, семинаров, конференций;
- изучение международного опыта борьбы с коррупцией.

#### Антикоррупционное образование
В 2004 году Транспаренси Казахстан выпустил учебник «Основы противодействия коррупции», для студентов экономических и юридических специальностей, который был разработан под редакцией Игоря Рогова председателя Конституционного Совета Казахстана, Кайрата Мамиева, председателя Верховного Суда Казахстана и Светланы Бычковой, профессора, доктора юридических наук, экс-члена Конституционного Совета республики, ныне депутата Мажилиса Парламента РК VI созыва.
С 2014 году Транспаренси Казахстан ведёт работу по разработке учебника «Антикоррупционное образование для школьников», предназначенного для учащихся 10 классов общеобразовательной школы.
Транспраенси Казахстан организовал «Антикоррупционную школу», которая прошла в 2014 году в Алматы и в 2016 году в двух областных центрах: Караганды и Актау. Программа школы включает в себя разнообразные тренинги и семинары с участием казахстанских и международных экспертов, а также моделирование ситуаций и деловые игры.

#### Исследования
Транспаренси Казахстан, являясь национальным отделением Транспаренси Интернэшл, ежегодно публикует на казахском и русском языках Индекс восприятия коррупции, а также Барометр мировой коррупции и исследование «Прозрачности корпоративной отчётности: оценка транснациональных компаний».
Помимо этого, национальное отделение проводит и свои исследования. В 2016 году был опубликован мониторинг доступности интернет-ресурсов министерств и акиматов. Который выявил, неидентичный объём информации на русском и казахском языках.
Это существенно ограничивает в праве на доступ к информации граждан и организации, не использующих в повседневной жизни русский язык. В казахской версии интернет-ресурсов информации предоставлено меньше, чем в русскоязычной версии.Транспаренси Казахстан
Также, в 2016 году был проведён мониторинг доступа граждан к принятию решений через Общественные советы. Общественные советы были созданы в Казахстане после принятия Закона «Об общественных советах». Общественные советы — это консультативно-совещательные и наблюдательные органы, образуемые при министерствах и акиматах, совместно с некоммерческими организациями и гражданами. В мониторинге Транспаренси Казахстан выявил конфликт интересов.
Проанализировав списки членов Общественных советов, считаем, что имеется потенциальный конфликт интересов, так как члены Общественных советов, являющиеся сотрудниками государственных органов или членами Маслихатов будут исполнять решения Общественных советов, проводить мониторинг исполнения этих решений и давать оценку собственной деятельности.Транспаренси Казахстан
В 2012 году национальное отделение провело исследование прозрачности судов в Казахстане. Исследование показало, что посетители судов, в целом, удовлетворены работой судов (хорошо — 35 %, средне — 49 %). Более всего их устраивают такие аспекты работы суда, как поведение судьи — 73 %, соблюдение процессуальных норм делопроизводства — 70 %. Уровень коррупции в среднем оценивается на 4,7 балла по 10-й шкале.

#### Антикоррупционный правовой центр
В 2009 году Транспраенси Казахстан инициировал создание Антикоррупционного правового центра в двух городах: Алматы и Астане. В центре на постоянной основе работали профессиональные юристы, которые, рассматривая дела граждан, помогали им найти наиболее оптимальные пути решения их проблем, оказывали помощь в написании заявлений, жалоб, обращений в государственные органы. Центр также направлял сопроводительные письма в государственные органы, со своей юридической оценкой обстоятельств.

## Критика на Украине
В конце 2010 года правительство Украины обвинило Трансперенси Интернешнл в подтасовке рейтинга «индекса коррупции» и в некорректном проведении аудита по деятельности правительства Юлии Тимошенко на Украине, вследствие чего новое руководство Украины по главе с Виктором Януковичем наняло независимых экспертов для повторной проверки. Сама организация назвала повторную проверку «охотой на ведьм», хотя годом ранее указывала на увеличение уровня коррупции на Украине в 2009 году (146 место), по сравнению с 2008 годом (134 место).

## Внутренние скандалы
В январе 2017 года Секретариат Transparency International подтвердил, что его Международный совет директоров 10 января 2017 года принял решение о том, чтобы лишить его американского партнёра — Transparency International USA — своей аккредитации в качестве национальной главы в Соединённых Штатах. Transparency International USA присоединяется к числу филиалов, лишённых полномочий, среди которых и Transparency Croatia. Утверждённой основой для дис-аккредитации было признание Советом различий в философии, стратегиях и приоритетах между прежней главой и Международным движением Transparency International. Также сообщалось, что TI-USA в США рассматривается как корпоративная группа, финансируемая международными корпорациями — теми же транснациональными компаниями, которые коррумпируют политическую систему США. Бюджет MI TI-USA был предоставлен компаниями Bechtel, Deloitte, Google, Pfizer ($ 50 000 и более), Citigroup, ExxonMobil, Fluor, General Electric, Lockheed Martin, Marsh & McLennan, PepsiCo, PricewaterhouseCoopers, Raytheon, Realogy, Tyco ($ 25,000 — $ 49,999) и Freeport-McMoRan и Johnson & Johnson (до $ 24999). TI-USA ранее присуждала ежегодную корпоративную награду одному из своих крупных корпоративных спонсоров. В 2016 году эта награда досталась Bechtel.
В апреле 2015 года TI защищал решение своей американской главы TI-USA дать Хиллари Клинтон Премию в области честности в 2012 году. Заявление TI последовало за докладом Национального общественного радио, в котором было указано, что Билл и Челси Клинтон, а также Фонд Клинтона не были «настолько уж честными».
Из-за «недоверия» глава TI в Хорватии была дисквалифицирована Советом директоров организации в ноябре 2015 года. В 2016 году несколько лидеров главы Хорватии оспаривали законность выборов главы. Президент обвинялся в фальсификации записей, конфликтах интересов и произвольном изгнании 10 членов организации, которые выступали против найма персонала с нарушениями правил организации. Руководство хорватского филиала в конечном итоге отозвало назначение президента.
В разные периоды времени Transparency International подверглась интенсивной критике за принятие миллионов долларов от компаний, которые занимались взяточничеством. В 2014 году компания Siemens предоставила Transparency International 3 миллиона долларов, при этом данная компания была признана в 2008 году виновной в выплате взяток на территории Греции, Норвегии, Ирака, Вьетнама, Италии, Израиля, Аргентины, Венесуэлы, Китая и России, за что заплатила более 1,6 млрд долларов США в виде штрафов. Политика Transparency International запрещает принимать деньги от коррумпированных компаний.
В январе 2016 года возник спор о главе TI в Новой Зеландии. Директор по вопросам управления в штаб-квартире TI в Берлине пытался заблокировать жалобу по этике, поданную против председателя Совета главы, чтобы не допустить, чтобы жалоба была услышана берлинским офисом. Директор по вопросам управления также представил аффидевит, оспаривающий юрисдикцию суда Новой Зеландии для рассмотрения дела.
В августе 2015 года бывший сотрудник TI Анна Буццони публично высказалась о возмездии, с которым она и её коллеги столкнулись после того, как сообщили менеджерам о сомнительных финансовых сделках в сети Integrity Water TI. Две обязанности проекта Буццони были приостановлены, и она была перенесена против её воли. Она покинула TI незадолго до того, как в июне 2014 года были приняты руководящие принципы внутреннего осведомителя.